# Fanfare for the Comic Muse
 (avril 2018).
Si vous disposez d'ouvrages ou d'articles de référence ou si vous connaissez des sites web de qualité traitant du thème abordé ici, merci de compléter l'article en donnant les références utiles à sa vérifiabilité et en les liant à la section « Notes et références ».
Pour les articles homonymes, voir fanfare (homonymie).
Albums de The Divine Comedy
Liberation
(1993)
Fanfare for the Comic Muse est un mini-album et le premier opus du groupe de pop orchestrale britannique The Divine Comedy, mené par l'auteur-compositeur-interprète nord-irlandais Neil Hannon, sorti en juillet 1990 sur le label Setanta.
L'enregistrement a lieu au Homestead Studios à Antrim (Irlande), en mai 1990, avec le producteur Sean O'Neill. Lorcan Mac Loughlann orchestre les sessions et Mudd Wallace mixe les enregistrements,.

## Présentation
Plus confidentiel que le reste de la discographie, et quasiment introuvable dans le commerce, Fanfare for the Comic Muse est le seul essai (hormis Regeneration) de cette formation en tant que véritable groupe, et non entièrement centré sur Neil Hannon.
Les chansons y sont clairement inspirées par la pop rock alternative des années 1980, avec une réelle présence de la guitare électrique, de la basse et de la batterie.
Lorsque Neil Hannon décide d'entamer une nouvelle carrière, basée sur une musique moins rock, une césure s'effectue avec ses anciennes compositions. Il désavoue même cet album en raison de sa différence de style par rapport aux œuvres postérieures du groupe, qui se dirigent vers une jangle pop « plus orientée R.E.M. » et c'est pourquoi Liberation, l'album suivant, est souvent considéré comme le premier « véritable » album de The Divine Comedy.
Fanfare for the Comic Muse est réédité en 1998 mais refait surtout parler de lui en 2006, l'album Victory for the Comic Muse y faisant clairement référence par son titre. Le morceau Secret Garden est même joué lors de la tournée accompagnant cette nouvelle sortie.
The Rise and Fall est réenregistré ultérieurement pour l'EP Timewatch (1991).

## Liste des titres
Toutes les chansons sont écrites et composées par Neil Hannon.
| 1.    | Ignorance Is Bliss | 3:42 |
| 2.    | Indian Rain        | 3:24 |
| 3.    | Bleak Landscape    | 3:40 |
| 4.    | Tailspin           | 2:44 |
| 5.    | The Rise and Fall  | 4:21 |
| 6.    | Logic vs. Emotion  | 4:34 |
| 7.    | Secret Garden      | 4:08 |
| 26:34 |                    |      |

## Crédits
| - Neil Hannon : composition, chant, guitare - John McCullagh : basse, chœurs - Kevin Traynor : batterie, percussions | - Production : Sean O'Neill - Ingénierie : Lorcan Mac Loughlann - Mixage : Mudd Wallace |